# 易卜拉欣·蘇丹·伊本·沙哈魯
易卜拉欣·蘇丹·伊本·沙哈魯或阿布勒法特·依不喇（波斯語：‎；—1435年4月3日），帖木兒帝國王子，帖木兒之孫，沙哈魯之次子，他由1415-1435年統治伊朗法爾斯地區。他同時也是藝術家皈書法家。他也是帖木兒傳記扎法爾納馬作者波斯歴史家歇里甫丁·阿里·雅兹迪的贊助人。
易卜拉欣蘇丹也是一個多才多藝的藝術家，書法愛好者和偉大的藏書家。他也親自為兩間伊斯蘭學校刻銘文，他所創的古蘭經設拉子本至少已有五個騰抄本。
他的兒子阿卜杜拉·米爾扎曾於1450年－1451年成為蘇丹並短暫在撒馬爾罕統治。